# Bataille de Marks' Mills
Guerre de Sécession
Batailles
Expédition de Camden
- Mount Elba
- Elkin's Ferry
- Prairie d'Ane
- Poison Spring
- Marks' Mills
- Jenkins' Ferry

Campagne de la Red River
- Fort De Russy
- Mansfield
- Pleasant Hill
- Blair's Landing
- Monett's Ferry
- Mansura
- Yellow Bayou

La bataille de Marks' Mills (25 avril 1864) s'est déroulée dans le comté actuel de Cleveland, en Arkansas lors de la guerre de Sécession. Le brigadier-général confédéré James Fagan, après une marche forcée, attaque un convoi de plusieurs centaines de chariots, gardés par une brigade d'infanterie, 500 cavaliers et six pièces d'artillerie, en route de Camden vers Pine Bluff pour le ravitaillement.

## Contexte
À la suite de la défaite fédérale lors de la bataille de Poison Spring le 18 avril 1864, le major-général Frederick Steele conserve la possession de Camden tandis que le major-général confédéré Sterling Price poursuit le siège de Camden à partir de la campagne. Comme les provisions des Nordistes diminuent, Steele ordonne à Drake, avec plus de 1 400 fantassins, un soutien d'artillerie et de cavalerie, et 240 chariots, d'obtenir du ravitaillement de Pine Bluff en utilisant la route Camden-Pine Bluff. Renforcé le matin du 25 avril 1864 par 350 hommes supplémentaires, le commandement de Drake comprend environ 1 800 combattants, y compris le 43rd Indiana, le 36th Iowa et le 77th Ohio et d'autres unités de cavalerie et d'artillerie. 75 chariots conduits par des civils, pour la plupart spéculateurs en coton, suivent le convoi.
Le 43rd prend la tête, avec le train s'étendant sur plus de un kilomètre six cents (un mile) le long des routes forestières boueuses. Rencontrant du sol marécageux le long de la rivière Moro gonflée par la pluie, le colonel Drake choisit de ne pas pousser jusqu'à Pine Bluff, et campe à environ treize kilomètres (huit miles) à l'extérieur de la ville. Il n'est pas du tout au courant que Price avec deux brigades de cavalerie, soit 5 000 soldats, sont à proximité. Quand le commandant Wesley Norris informe Drake d'un mouvement dans les bois en face de lui pendant la nuit, ce dernier plaisante de ses préoccupations et dit à Norris - un vétéran de la guerre américano-mexicaine - qu'« il prend peur trop facilement ».

## Bataille

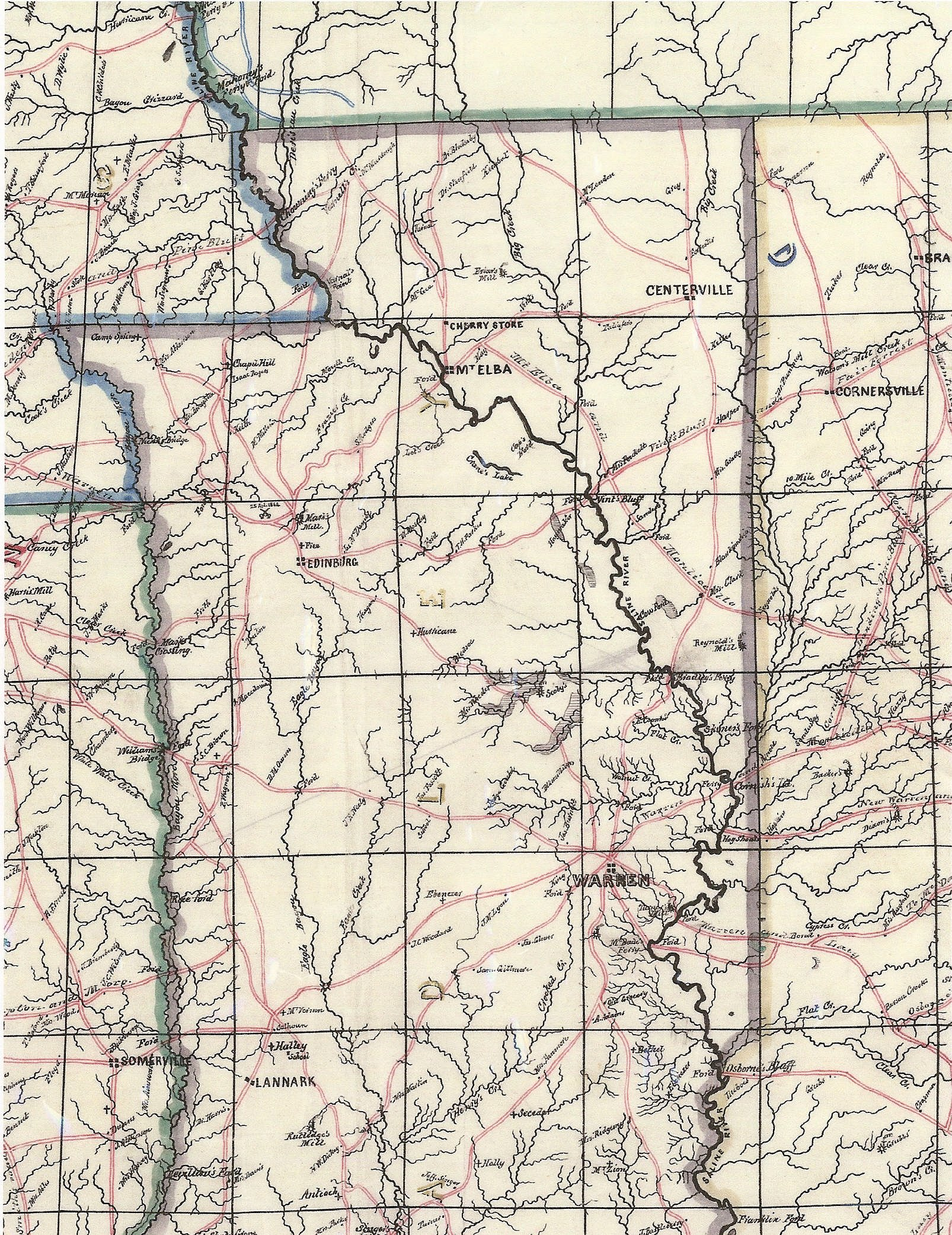
Carte de 1864 montrant l'emplacement de Mark' Mill, juste au-dessus du village d'Edimburg (maintenant New Edimburg).

Tôt le matin du 25 avril 1864, après avoir franchi avec difficulté la rivière Moro, le 43rd et les unités qui l'accompagnent, reprennent leur marche vers Pine Bluff. Bientôt le 43rd découvrent plusieurs bivouacs confédérés abandonnés, mais les rapports faisant état d'une forte présence sudiste dans les environs sont ignorés par Drake, qui maudit « vertement » le commandant Norris et ordonne au régiment de doubler l'allure. Alors que le 43rd débouche dans une petite clairière connue sous le nom de Marks' Mills, il est attaqué par la brigade démontée de Fagan, comprenant le 1st Arkansas Cavalry. Les Hoosiers repoussent les sudistes vers l'arrière, mais ils sont attaqués sur leur flanc droit par d'autres confédérés, sous les ordres du brigadier-général William Cabell. Le 43rd soutenu par le 36th Iowa se retrouve maintenant face au 1st Arkansas, au 2nd Arkansas et au bataillon de cavalerie de Thomas Gunter. Le 43rd et le 36th sont contraints de reculer vers quelques cabanes de rondins au centre de la clairière, d'où leur artillerie fauche les sudistes avant d'être réduite au silence par la batterie de l'Arkansas commandée par Hugely.
Juste au moment où il semble que les choses ne peuvent pas être pires, le 43rd et le 36th sont frappés sur leur flanc gauche par la cavalerie de Jo Shelby, et se retrouvent confrontés à un surnombre écrasant de un contre deux, venant de trois directions à la fois. Sur les 33 membres de la compagnie G du 43rd engagés au combat, 23 sont tués ou blessés au cours des trente premières minutes. Malgré les efforts du 77th Ohio et du 1st Iowa Cavalry pour empêcher l'encerclement qui s'ensuit, les fédéraux se retrouvent piégés dans la clairière. La bataille durent quatre heures au total, jusqu'à ce que les Nordistes soient finalement contraints de se rendre. Une batterie d'artillerie en soutien aurait été anéantie jusqu'au dernier homme, avec son lieutenant mortellement blessé tirant une dernière salve sur les rebelles avant de succomber à ses blessures.
Selon le sergent John Moss de la compagnie G du 43rd Indiana, le régiment ne s'est pas rendu en masse ; au contraire, les charges continuelles des sudistes aboutissent à la capture d'un petit nombre d'hommes à chaque fois, jusqu'à ce qu'il ne reste plus que 50 hommes environ du 43rd qui ne soient pas morts, blessés, en fuite ou capturés. Lorsque les Sudistes demandent aux derniers combattants de se rendre, Norris refuse, et tente de s'enfoncer dans les bois avec ses soldats, mais son cheval est tué sous lui et le petit groupe de survivants est obligé de se rendre, à seulement 100 mètres du commandement de Shelby. 211 membres du 43rd sont faits prisonniers, d'autres réussissent à s'échapper et à rejoindre les effectifs de Steele.

## Conséquences
Les confédérés estiment leurs pertes à 41 tués, 108 blessés, et 144 disparus. Les chiffres fédéraux sont plus difficiles à déterminer car l'ensemble de la colonne a été capturée ; les pertes fédérales se situent entre 1 133 et 1 600. En outre, les confédérés ont capturé 150 afro-américains et sont accusés d'en avoir tué au moins 100 autres, pendant ou après l'assaut. La perte en hommes et en chariots, ainsi que l'absence du ravitaillement attendu affaiblissent la position de Steele, qui abandonne Camden le 26 avril 1864, se repliant vers le nord en direction de Little Rock, tandis que les effectifs sudistes commandés par le lieutenant général Kirby Smith s'installent sur zone.
À la suite de la bataille, un soldat fédéral du 36th Iowa, déclare que « les rebelles ont dévalisé presque tous nos hommes et jusqu'à notre aumônier. Ils nous ont enlevé la moindre pièce de vêtement, nos chemises, chaussures et chaussettes, et ils ont laissè les morts sans sépulture et les bois en feu. Ils ont retiré leurs vêtements aux blessés qui imploraient miséricorde. Ni le grade, ni l'âge n'ont garanti le respect à quiconque. Le vieux capitaine Charles Moss, du 43rd Indiana Infantry, a été obligé de marcher tête nue, le soleil tapant sur son crâne chauve. ». Les archives fédérales indiquent que quelque 190 fantassins et cavaliers se sont échappés et sont retournés par la route au dépôt fédéral à Pine Bluff ou jusqu'à Little Rock. Le colonel William McLean, commandant la brigade à laquelle les trois régiments fédéraux appartenaient, écrit que certains les prisonniers capturés ont été dépouillés et forcés de marcher vers la captivité, complètement nus. Selon McLean, les confédérés auraient laissé les cadavres des soldats nordistes sur le champ de bataille pendant trois jours avant de tenter de les enterrer.
La plupart des soldats capturés du 36th Iowa, du 43rd Indiana, du 77th Ohio et de la batterie de Peetz du 1st Missouri Light Artillery sont conduits jusqu'à Tyler, au Texas, où ils sont incarcérés à la prison du camp Ford. Beaucoup y meurent au cours de l'année suivante, de malnutrition ou de maladie, mais plusieurs d'entre eux parviennent à s'en échapper. La plupart des prisonniers encore en vie sont libérés en 1865.
L'histoire régimentaire du 43rd Indiana raconte qu'un des Nordistes fait prisonnier était un trésorier fédéral porteur de plus de 175 000 dollars en billets verts. L'argent, tombé entre les mains des confédérés, aurait été utilisé par les autorités sudistes dans une vaine tentative pour acheter la liberté de prisonniers confédérés confinés à Chicago.
Cabell rend hommage au courage et à la ténacité montrée par ses ennemis lors de la bataille. Il écrit que « les hommes n'ont jamais combattu mieux. Ils ont laminé les meilleurs régiments d'infanterie que l'ennemi avait - « des vieux vétérans », comme on les appelait... Les tués et les blessés de la brigade de Cabell montrent l'opiniâtreté de l'ennemi, et comment qu'ils ont abandonné le train à contrecœur ». Néanmoins, la débâcle de Mark's Mills est considérée par certains historiens comme la pire défaite jamais subie par les forces fédérales à l'ouest du Mississippi.
Ironiquement, la désastreuse défaite de Mark's Mills, est réputée avoir sauvé le reste de l'armée de Steele de l'anéantissement. Fagan et Shelby avait reçu l'ordre de se placer entre la force de Steele et sa base d'origine de Little Rock ; s'ils l'avaient fait, il est évident que leur nombre immense, combiné avec d'autres unités avançant, sous les ordres de leur commandant Kirby Smith, aurait encerclé Steele et aboutit à sa destruction ou à sa reddition. En désobéissant aux ordres du général Smith et en engageant la brigade de Drake à Mark Mills, Shelby et Fagan entraînent un retard dans l'avance rebelle, qui s'avère être juste assez long pour que Steele évacue Camden et mette à l'abri les restes battus de sa force. Bien que le colonel Drake réussira une carrière politique dans son état de l'Iowa, y compris en remportant le poste de gouverneur de cet état, l'historien régimentaire du 36th Iowa, a écrit que les hommes du 43rd Indiana l'ont méprisé à l'extrême après la guerre, pour « les avoir conduit tout droit dans une embuscade par son indécision » à Mark Mills.